# Minotauro Fights III
Minotauro Fights III foi a terceira edição do evento de lutas Minotauro Fights, que foi realizado no dia 11 de abril de 2006, no Ginásio Antonio Babino, o Balbininho, em Salvador, Bahia, e que contou com 6 lutas de boxe e 6 de MMA.
As atrações do evento ficaram por conta da estreia de Vitor Belfort no boxe profissional, e das presenças de Kelson Pinto e Joilson Gomes.

## O Evento

### Combates Programados

#### Boxe
As lutas de boxe programadas foram:
- Leve - Edvaldo Oliveira  x  Adelino Santos
- Leve - Alessandro de Matos  x  Luiz Augusto "mico preto"
- Médio - Joilson Gomes Santos  x   José Marcos do Espírito Santo
- Super Meio Médio - Erivan Conceição  x  Cleber Leite
- Meio Médio - Kelson Pinto  x  Alessandro Barreto
- Pesado - Vítor Belfort  x  Josemário Neves

#### MMA
As lutas de artes marciais mistas programadas foram:
- [Pesado] Cezar Profeta (Minotauro Team) x André Mussi (Thai Combat);
- [Pesado] Edson Draggo (BTT) x Mondragon (Bahia);
- [Pesado] Cabo Jai (Piauí) x Junior Cigano (Mussi Team);
- [65 kg] Renato Velame (Velame Team) x Wugne Silva (Taurus Combat);
- [70 kg] Flávio Almeida Costa (Taurus Combat) x George Kleber Lima (Thai Combat);
- [72 kg] Douglas Cavalcanti (Taurus Combat) x Irailson Gama (Velame Team);
- [85 kg] Yure Fernandes (Taurus Combat) x adversário a ser definido;
- [85 kg] Edilberto Crocotá (Academia Champion) x Iure Fernandes;
- [85 kg] Danilo Índio (BTT) x adversário a ser definido;

### Pesagem e Coletiva de Imprensa
A pesagem oficial do evento aconteceu no dia 10 de abril de 2006, às 15h, na Casa de Shows Safári. Em seguida foi realizada uma coletiva de imprensa, onde foi oferecido coquetel para os presentes.

### Lutas e Resultados
- Fontes:Revista Tatame[4]